# Enterobacteriaceae
Las enterobacterias (familia Enterobacteriaceae) son bacterias Gram negativas del orden Enterobacterales que contienen más de 30 géneros y más de 100 especies que pueden tener morfología de cocos o bacilos. Los miembros de este grupo forman parte de la microbiota del intestino (llamados coliformes) y de otros órganos del ser humano y de otras especies animales. Algunas especies pueden vivir en tierra, en plantas o en animales acuáticos. Sucumben con relativa facilidad a desinfectantes comunes, incluido el cloro. Con frecuencia se encuentran especies de enterobacterias en la bioindustria: para comprobar la sanidad de la fermentación de quesos y productos lácteos, alcoholes y en tratamientos médicos,como la producción de toxinas en el uso de cosméticos y fabricación de agentes antivirales de la industria farmacéutica, etc. 

## Características
En la definición clásica de una Enterobacteriaceae se usan siete criterios básicos, adicional a la aparición de nuevos métodos taxonómicos para incluir a ciertos géneros que no cumplen con todos los siguientes criterios, pero que forman parte de esta familia: 
- Son bacterias gram negativas, la mayoría bacilos, otros cocobacilos y otros pleomórficos.
- No son exigentes, son de fácil cultivo.
- Son oxidasa negativo (excepto Plesiomonas, que es oxidasa positivo), es decir, carecen de la enzima citocromo oxidasa.[2]
- Son capaces de reducir nitrato en nitrito.
- Son anaeróbicos facultativos.
- Son fermentadores de carbohidratos en condiciones anaeróbicas con o sin la producción de gas (en especial glucosa y lactosa), y oxidadores de una amplia gama de substratos en condiciones aeróbicas.[3]
- Muchos géneros tienen un flagelo que sirve para desplazarse, aunque algunos géneros no son móviles.

Adicional a ello, las enterobacterias no forman esporas, algunas producen toxinas y pueden ser encapsuladas y son organismos catalasa positivos. Son quimioheterótrofos, y necesitan para su crecimiento compuestos simples de carbono y nitrógeno, generalmente sólo con D-glucosa, aunque algunas requieren aminoácidos y vitaminas. La temperatura óptima de crecimiento es de entre 22 °C y 37 °C.
Las diferencias entre los nombres de los diversos géneros provienen de criterios más precisos, como la fermentación de los diferentes azúcares, la producción o no de azufre, la presencia de enzimas metabólicas (β-galactosidasa, desaminasas, descarboxilasas), etc. Los serotipos de importancia médica y sanitaria pueden distinguirse entre sí por la presencia o ausencia de antígenos en su constitución celular, tales como en el lipopolisacárido (antígeno O), el antígeno flagelar (antígeno H) o el antígeno capsular (antígeno K).

## Ecología
La mayoría de las especies pueden aislarse del intestino del hombre y de otros animales, de allí su nombre "enterobacteria" (del griego entéron, intestino). Pueden ser microbiota o ser transitorias en la cavidad bucal, en las regiones húmedas de la piel, en especial el perineo, las fosas nasales y las vías genitales femeninas. Son abundantes en la naturaleza, en particular en medios húmedos y, por ser expulsadas por las heces, funcionan como medidores epidemiológicos de salubridad e higiene poblacional.
En el intestino, representan una fracción importante de la microbiota aeróbica, se encuentran en grandes números en el colon (desde el ciego hasta el recto), donde contribuyen a la degradación de residuos alimenticios y a la producción de gas intestinal como parte de la fermentación.
La especie Escherichia coli juega una función importante en el control de otras especies intestinales, constituyendo cerca del 80 por ciento de la microbiota aeróbica intestinal en una concentración aproximada de 108 en la materia fecal. Otras especies de Enterobacteriaceae con una presencia numerosa intestinal son Proteus y Klebsiella, mientras que otras especies, como Citrobacter, Hafnia, Providencia y Enterobacter están presentes de manera irregular.
En ciertas oportunidades, los comensales del intestino pueden resultar patogénicos como oportunistas en infecciones urinarias, pulmonía, septicemia o sobreinfecciones, en especial en inmunosuprimidos, en el uso de ciertos antibióticos, desnutrición, etc.

## Patogenia
La presencia de enterobacterias dentro del organismo es normal, pero puede determinar la aparición de infecciones, cuya gravedad depende principalmente de la capacidad patológica o de la virulencia de la especie en cuestión y de las características del hospedador. Introducidas por los alimentos, provocan problemas intestinales al adherirse y atravesar la barrera de la mucosa gastrointestinal, manifestada por diarreas y deshidratación. Ciertas especies provocan patologías específicas:
- La especie Salmonella typhi es responsable de la fiebre tifoidea.
- La especie Shigella dysenteriae es el agente responsable de la disentería bacilar.
- La especie Escherichia coli enterotóxica es responsable de la gastroenteritis infantil.
- La especie Yersinia pestis es responsable de la peste.
- La especie Serratia marcescens usualmente causa infecciones nosocomiales como resultado de tratamiento en un hospital.

Las enterobacterias incluyen a organismos que resultan patógenos para el ser humano como la Escherichia coli o la Salmonella, especialmente importantes en la mortalidad infantil en países en desarrollo y patógenos para las plantas como Erwinia, en la mayor parte de los casos causando infecciones oportunistas. Todos los bacilos de Enterobacteriaceae son resistentes a antimicrobianos comunes, tales como la penicilina, la meticilina y la clindamicina, entre otros.

## Galería

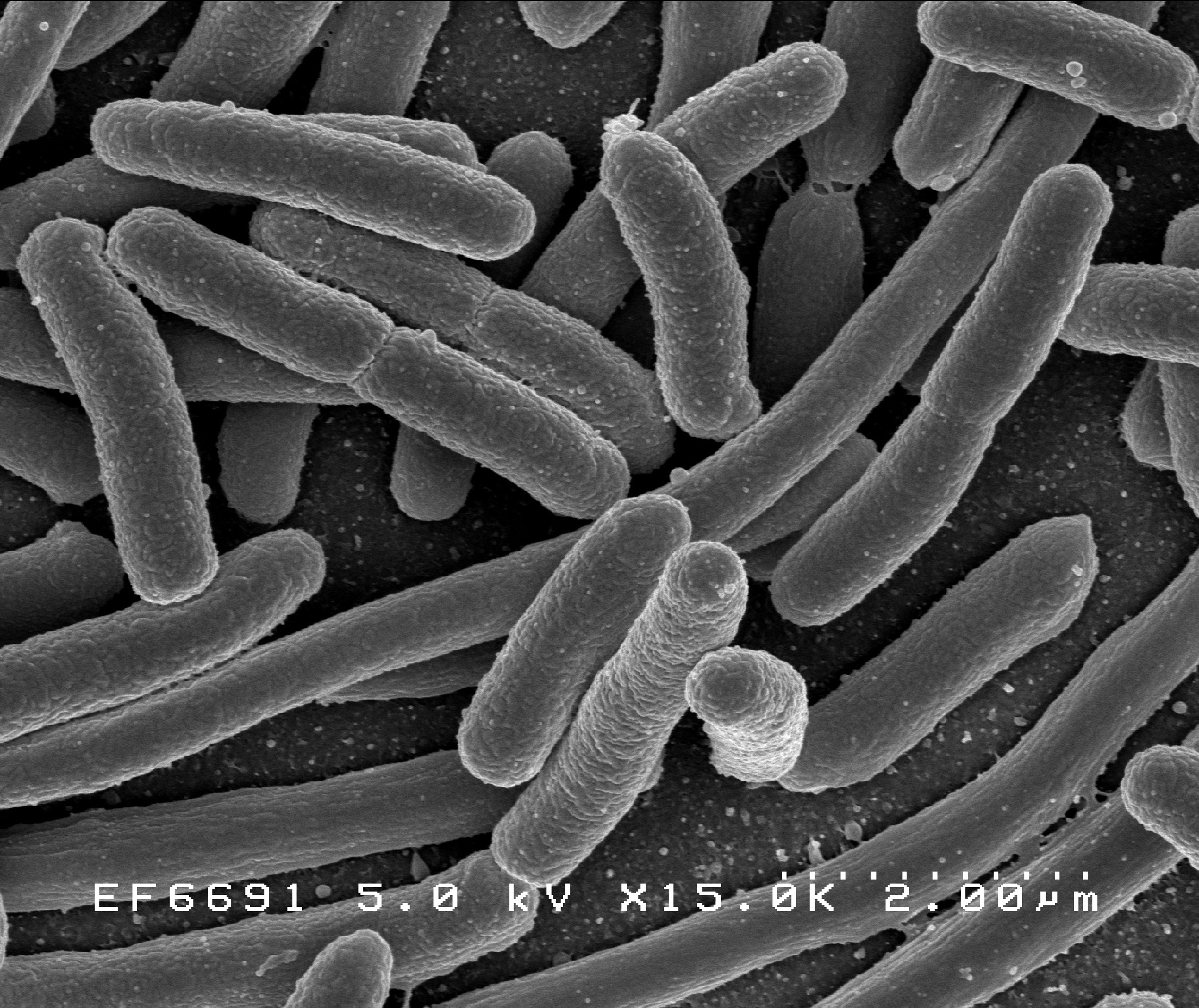
Escherichia coli
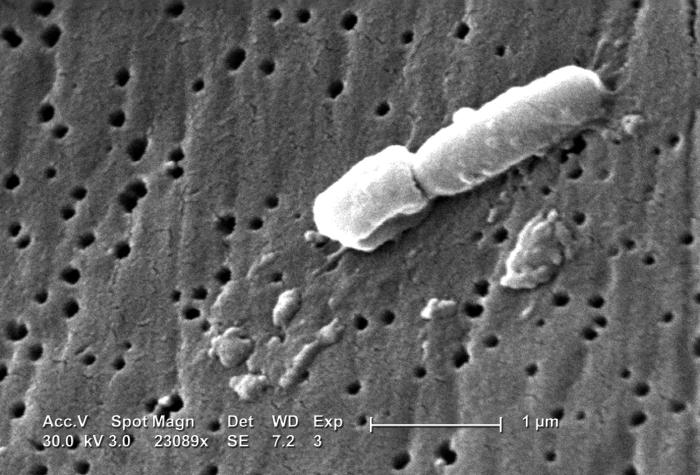
Klebsiella pneumoniae
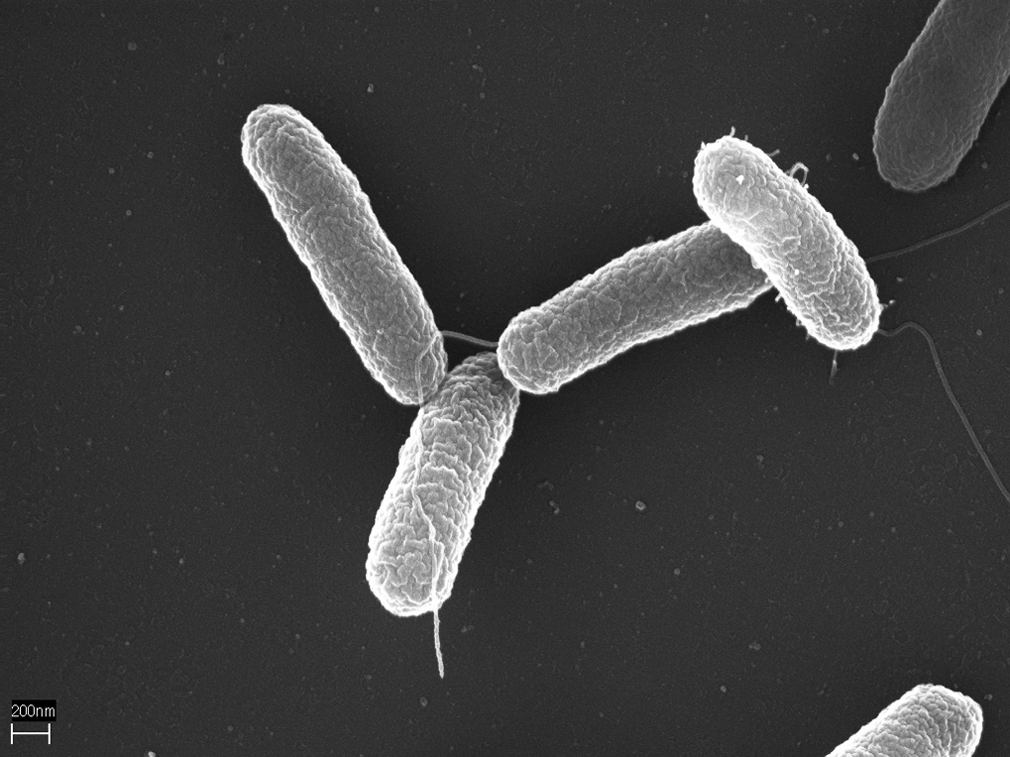
Salmonella typhimurium
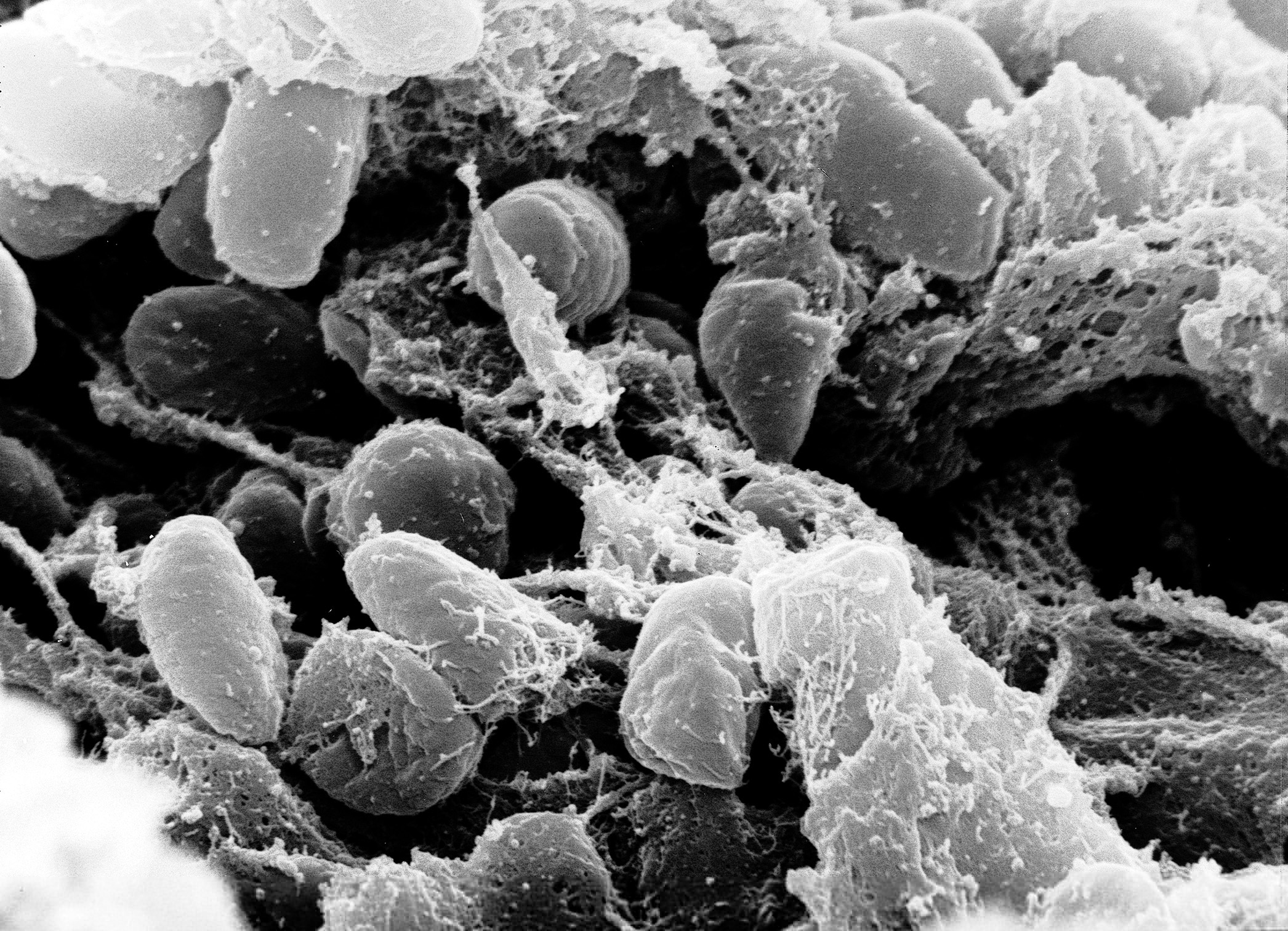
Yersinia pestis